# Heiligenbösch

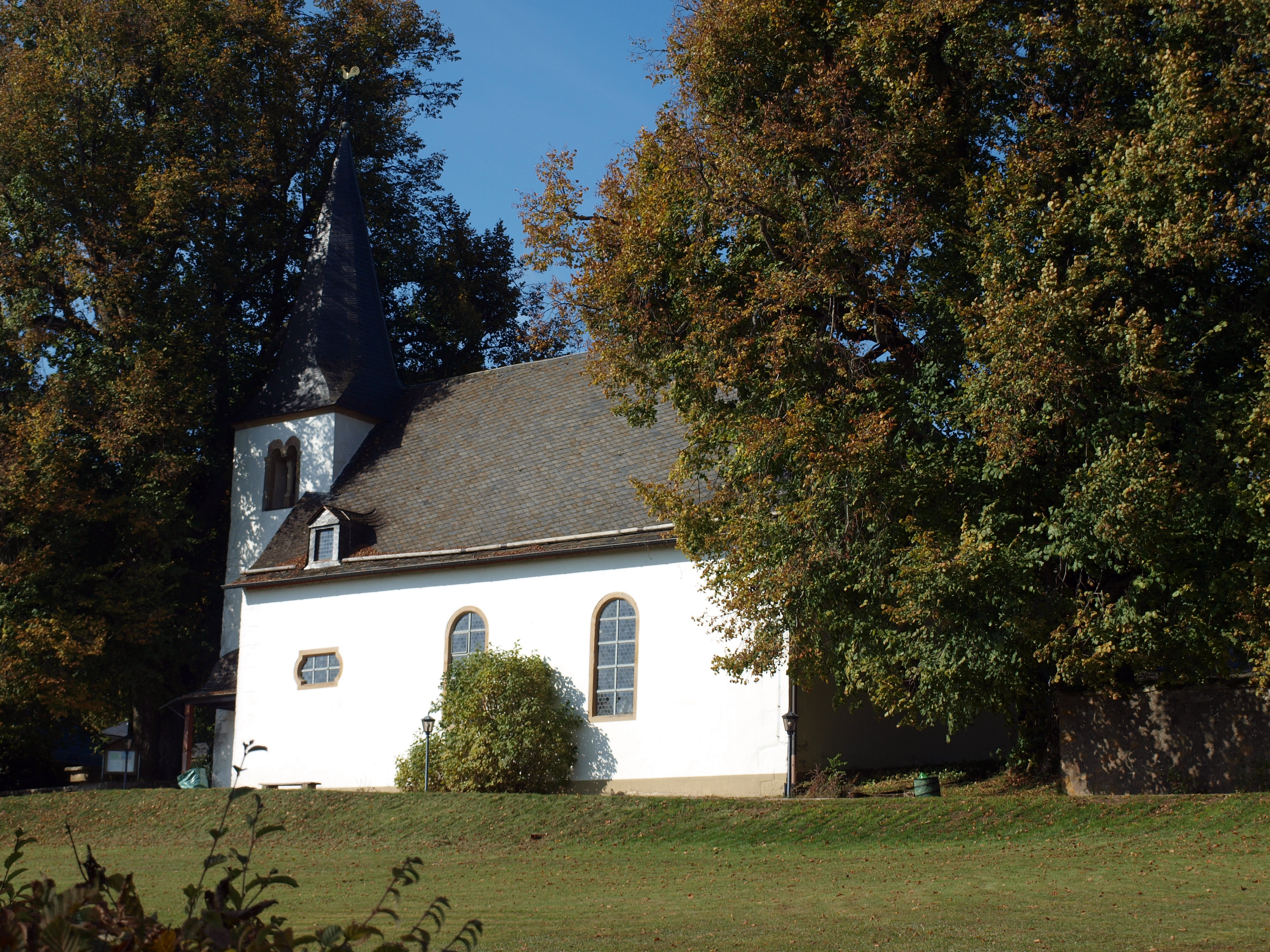
Heiligenbösch (Evangelische Pfarrkirche Leisel)

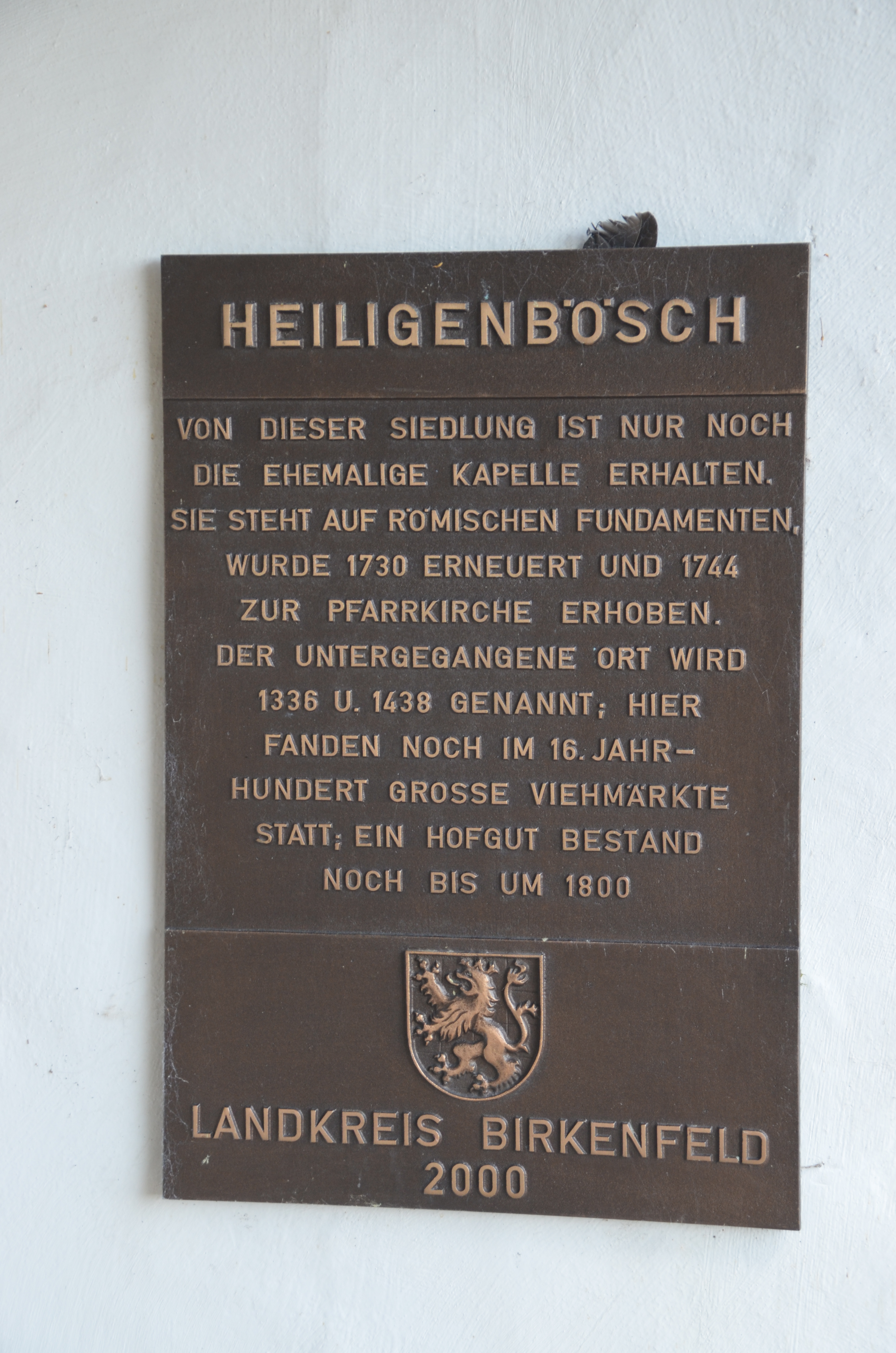
Gedenktafel an der Kirche

Heiligenbösch bezeichnet die westlich von Leisel an einem Waldrand stehende evangelische Kirche Heiligenbösch mit anschließenden Friedhof und dem Freizeitheim Heiligenbösch.

## Kirche Heiligenbösch
Die kleine Kirche steht auf der Badeanlage einer römischen Villa rustica, deren Reste der Hypocaustenanlage unterhalb des Kirchenfußbodens entdeckt wurden.
Ältester Teil der Kirche ist der mittelalterliche Turm, der als Teil der an dieser Stelle überlieferten Wallfahrtskirche aus dem 13. Jahrhundert angesehen wird. 1730 wurde an den Turm ein geschlossenes Schiff angebaut, das auf der nach Süden gerichteten Talseite Teile des Vorgängerbaus aufnahm. Die Nordseite wurde zur Erweiterung des Kirchenraumes vollständig neu erbaut. Aus diesem Grund ist der mit einem hohen Spitzhelm versehene Turm mit seinem quadratischen Grundriss nicht in der Mitte des Kirchenschiffs angeordnet, sondern schließt fast mit der Südwand ab.
Der ursprünglich an der Südwand eingelassene Zugang wurde anlässlich einer Renovierung in den Jahren 1963 und 1964 auf die Südseite des Kirchturms verlegt. Von dem alten Eingang ist noch das kleine, quer ausgerichtete Oberlicht zwischen dem Turm und den beiden Fenstern verblieben.
In dem einfachen Kirchensaal ist die Ausstattung von 1730 noch überwiegend erhalten. Der Saal enthält eine von außen zugängliche Männerempore auf zum Teil gewundenen Holzstützen. Über dem gemauerten Altar befindet sich die Orgelempore.
Die Orgel ist eine einmanualige Stumm-Orgel von 1838 mit einem dreitürmigen Rankenprospekt.
Die Kirche Heiligenbösch ist seit 1744 Pfarrkirche der Kirchengemeinde Leisel, die zum Kirchenkreis Obere Nahe der Evangelischen Kirche im Rheinland gehört.

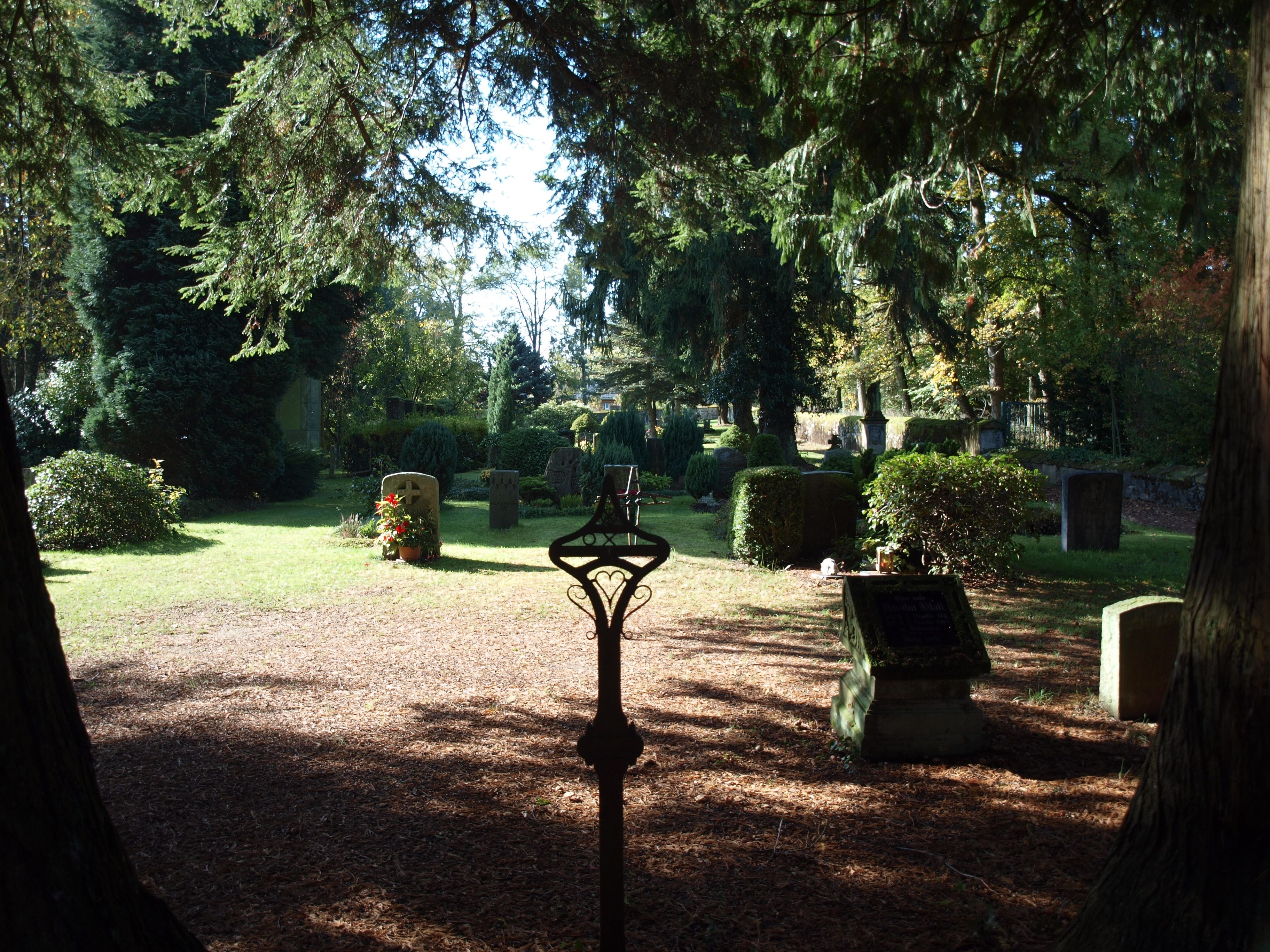
Heiligenbösch (Friedhof der Gemeinde Leisel)

## Friedhof Heiligenbösch
Direkt östlich an die Kirche anschließend liegt der 1838 angelegte Friedhof Heiligenbösch. Der ältere Friedhof lag wenige hundert Meter südlich und ist durch eine markante Baumgruppe noch heute erkennbar.
Der mit einer Bruchsteinmauer eingefasste Friedhof enthält zahlreiche alte Grabsteine und Grabkreuze. Der älteste erhaltene Stein datiert von 1857. Die gusseisernen Grabkreuze sind eine Serienfertigung und werden der Asbacher Hütte als Produktionsstätte zugeschrieben.
Auf dem alten Friedhof steht das als Stele mit aufgesetzter Löwenfigur ausgeführte Kriegerdenkmal für die Toten des Ersten Weltkrieges aus den Dörfern Leisel, Schwollen und Hattgenstein.
Nach dem Zweiten Weltkrieg wurde der Friedhof erweitert und auf Initiative des Leiseler Pfarrers Kurt Hein als Reformfriedhof angelegt. Wesentliche Merkmale hierbei sind die bildhauerisch gestalteten Grabsteine und die Anlage der Gräber auf Rasen ohne Grabumrandung.

## Weblink
- Heiligenbösch ...Freizeitheim und Kirche